# ランナー王座決定戦競走
ランナー王座決定戦競走（ランナーおうざけっていせんきょうそう）は1989年-1992年にかけて行われた競艇のGII競走の1つ。

## 概要
競艇では主に「ハイドロプレーン」といわれる舟を使ってレースを行っているが、以前は舟の底にステップがない「ランナーバウト」といわれるボートを使った競走があった。このランナーバウトでの競走では特に雨が降ったときなどに安定した走行ができたほか、小回りのターンも行うことができるなどのメリットが多かった。一部の競艇場では、1980年代終盤ごろまでランナーバウトを使ったレースが存在していた。そのため「ランナー・ハイドロダブル優勝戦」というレースを開催したり、一般競走でも1日に数レースをランナーバウトによる競走を行った場合があった。

ランナー王座決定戦はランナー競走が行われる競艇場で毎年開催される「ランナー・リーグ戦」を開催し、その成績上位の選手が中心となって開催されたが、ランナーバウトを採用する競艇場が減り続けたことや舟券的な魅力がなくなりつつあったことも影響し、1993年2月に芦屋競艇場で行われる予定だった第5回ランナー王座決定戦競走が選手不足のため中止（厳密にはハイドロ・ランナー併催で実施）となり、以降開催されなくなった。
現在の競艇場はすべてハイドロプレーンによるレースとなっており、ランナーバウトによる競走は完全に廃止された。

## 歴史
- 第1回（1989年）：唐津競艇場　優勝／木下青海[1][2]
- 第3回（1991年）：住之江競艇場　優勝／吉岡勤